# 聖盧西亞島
聖盧西亞島（英語：Santa Luzia）是西非國家佛得角的島嶼，位於聖尼古勞島和聖維森特島之間，長13公里、寬5公里，面積35平方公里，最高點海拔高度395米，島上建有氣象站。
16°45′41″N 24°44′38″W / 16.76139°N 24.74389°W